# Château du Bas-Plessis
Le château du Bas-Plessis est un château situé à Chaudron-en-Mauges, en France.

## Localisation
Le château est situé dans le département français de Maine-et-Loire, au nord de la commune de Chaudron-en-Mauges.

## Historique
Le Bas-Plessis est à l'origine un ancien fief et seigneurie relevant de Montrevault. Au XVe siècle, il appartient à la famille Chenu, qui l'obtient par le mariage entre le chevalier Pierre Chenu et Jeanne Bérard, dame du Bas-Plessis, fille de Jean Bérard et Gervaise de Marigny.
Pierre Chenu, chevalier de l'Ordre du roi, obtient le 23 décembre 1602 le droit d'ériger la terre en châtellenie, avec droit de prévôté, de sceau, de mesure, de four-à-ban et de moulin. Ce droit lui est donné par son suzerain, Charles Turpin, comte de Montrevault.
Le 2 novembre 1666, François de Villoutreys et sa femme, Renée Chenu, en prennent possession.
Pendant la guerre de Vendée, le château accueille Lescure, blessé, qui vient y trouver refuge. En 1794, le château féodal est incendié lors d'un combat ; n'en subsistent alors que deux tours, en bordure de l'étang actuel. Le château est reconstruit dans un style néo-classique, en 1845, puis agrandi d'une aile en 1875 pour y accueillir la bibliothèque du marquis de Villoutreys.
En 1982, l'aile de la bibliothèque est démontée, pierre par pierre, afin de redonner au château « sa ligne architecturale d'origine » ; les ouvrages sont transférés à l'Université catholique de l'Ouest. L'édifice est inscrit au titre des monuments historiques par arrêté du 29 janvier 1992, complété par un nouvel arrêté d'inscription du 24 octobre 2024.

## Propriétaires
- François de Villoutreys de Brignac et son épouse Gênée Chenu, prennent possession le 2 novembre 1666
- Louis de Villoutreys (1670-1737) et son épouse Élisabeth de Rougé, puis leur fils:
- Hardy Gilbert Germain de Villoutreys de Brignac (1718-1780) qui y est né. Il épouse en 1749 Marie Henriette de La Forest d'Armaillé. Ils sont également propriétaires du château de la Fautraise
- Germain de Villoutreys de Brignac (1778-1867) devient maire de Chaudron-en-Mauges en 1818 jusqu'en 1830, après avoir été maire d'Écuillé et propriétaire du château de La Roche dans la même localité de 1813 à 1818.

## Description

### Château médiéval
Les vestiges du château médiéval sont composés de deux tours rondes à toits coniques couverts d'ardoises. Le premier étage de la tour nord est constitué d'une chapelle. Une courtine relie ces deux tours. Ce sont ces parties qui sont inscrites aux Monuments historiques.

### Parc
Le parc, d'une bonne centaine d'hectares, est composé d'arbres de différentes essences, très anciens. La partie nord du parc se trouve sur la commune de Botz et la partie sud sur celle de Chaudron. La séparation est matérialisée par le ruisseau Saint-Germain qui le traverse du nord-est au sud-ouest ; son dernier tronçon est fermé par un barrage (où passe la D 201) qui forme un étang faisant office de douve et détourne l'eau vers le moulin.

## Galerie

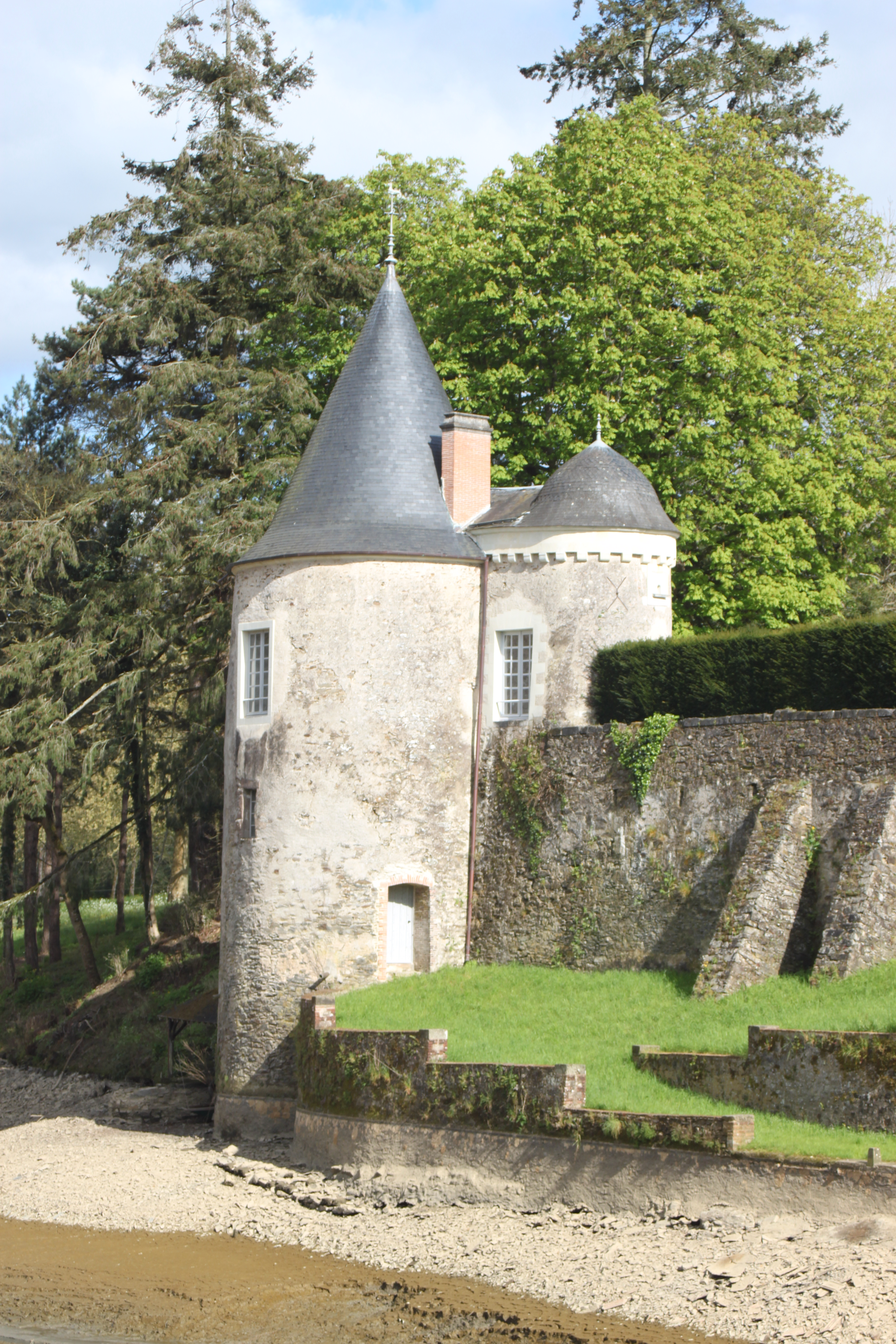
La tour médiévale nord.
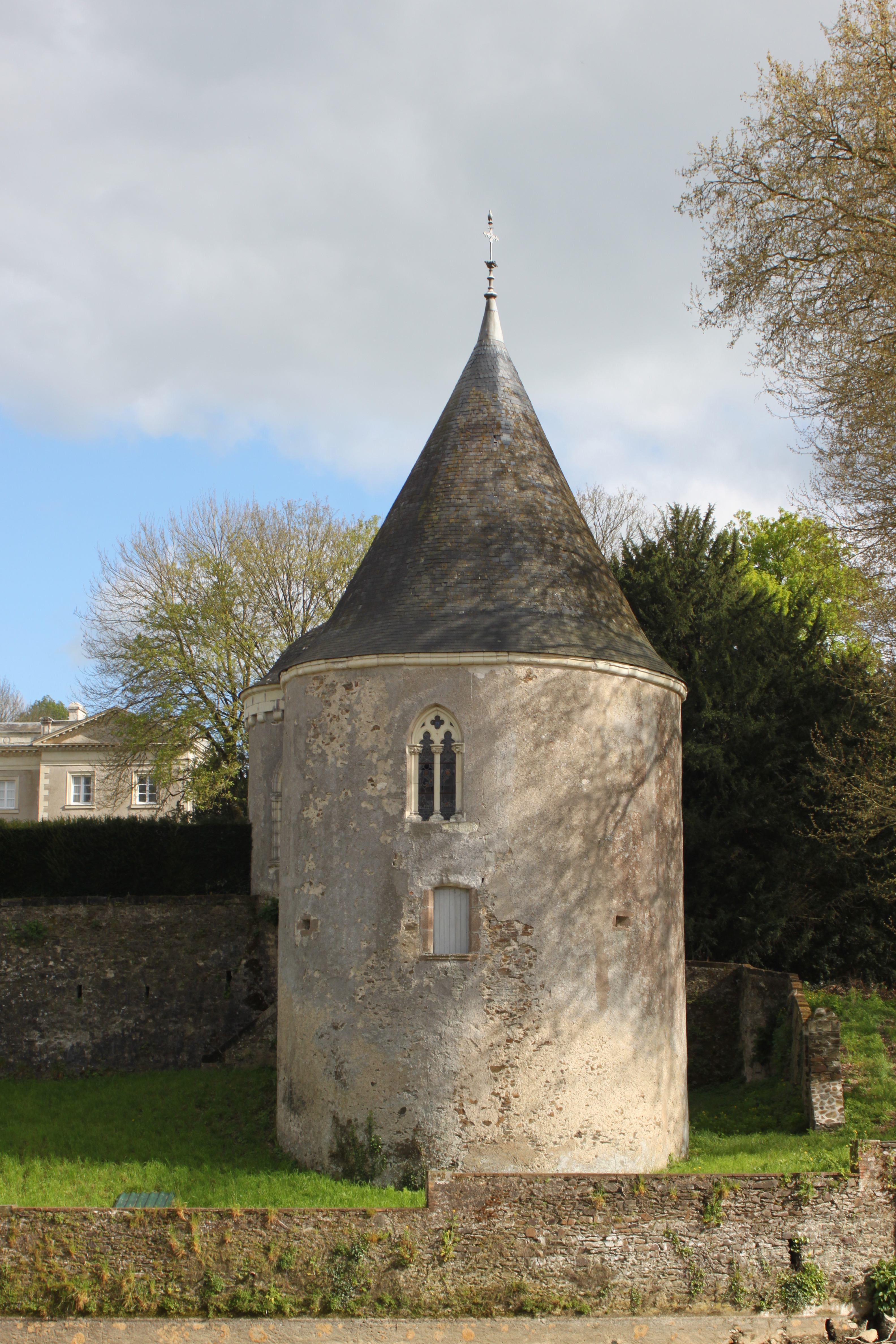
La tour médiévale sud, avec la chapelle.
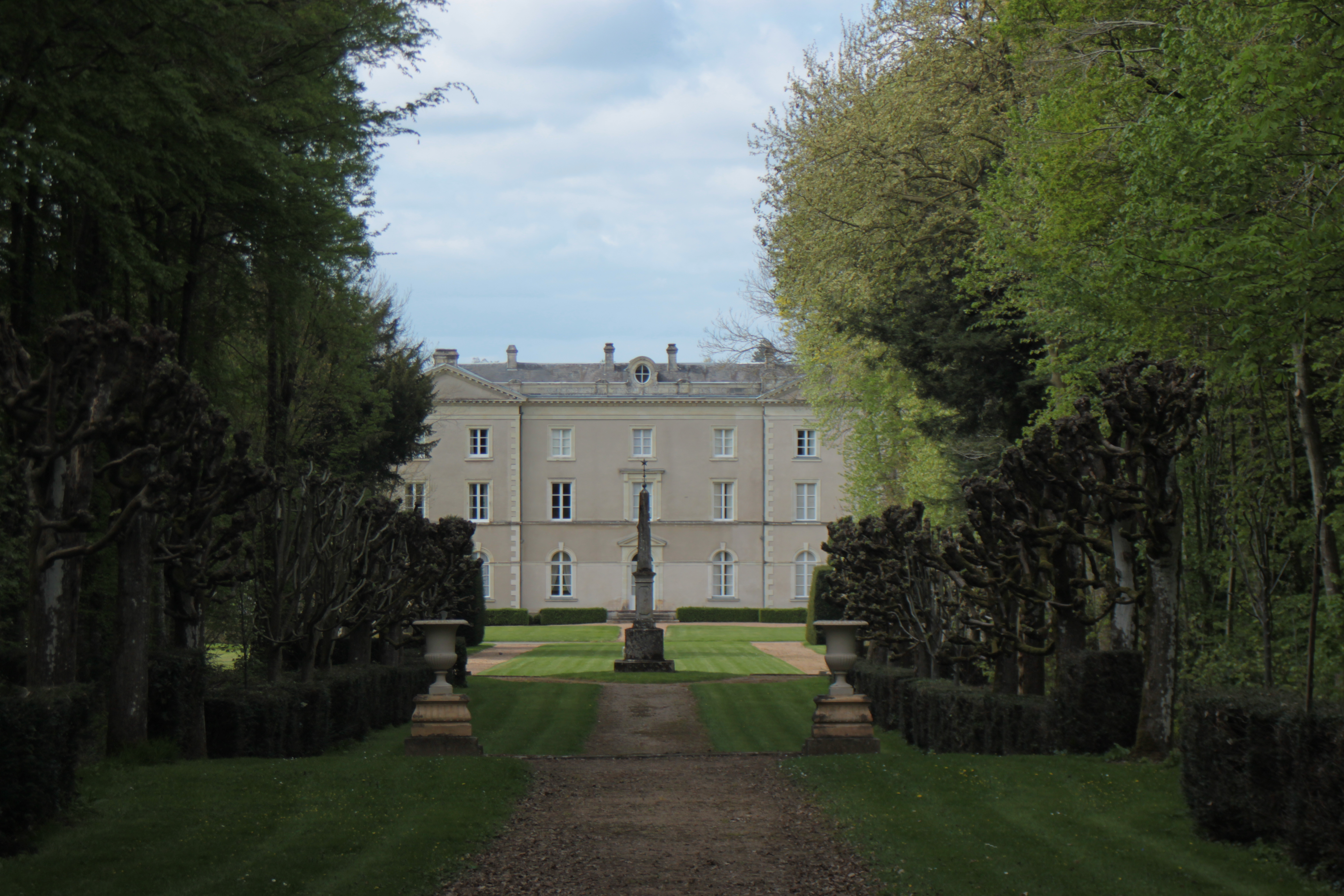
L'allée menant au château empire.
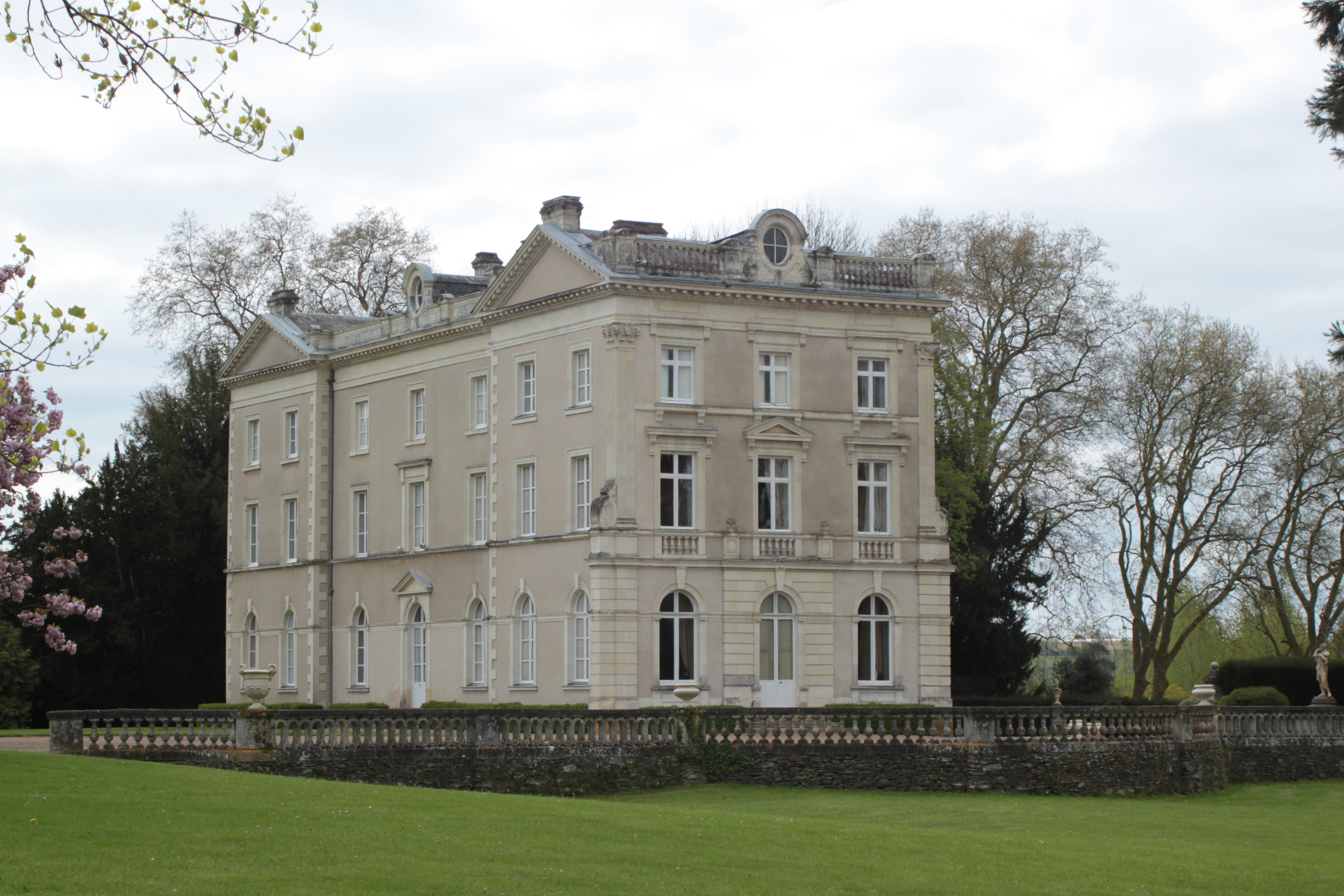
Le château empire.
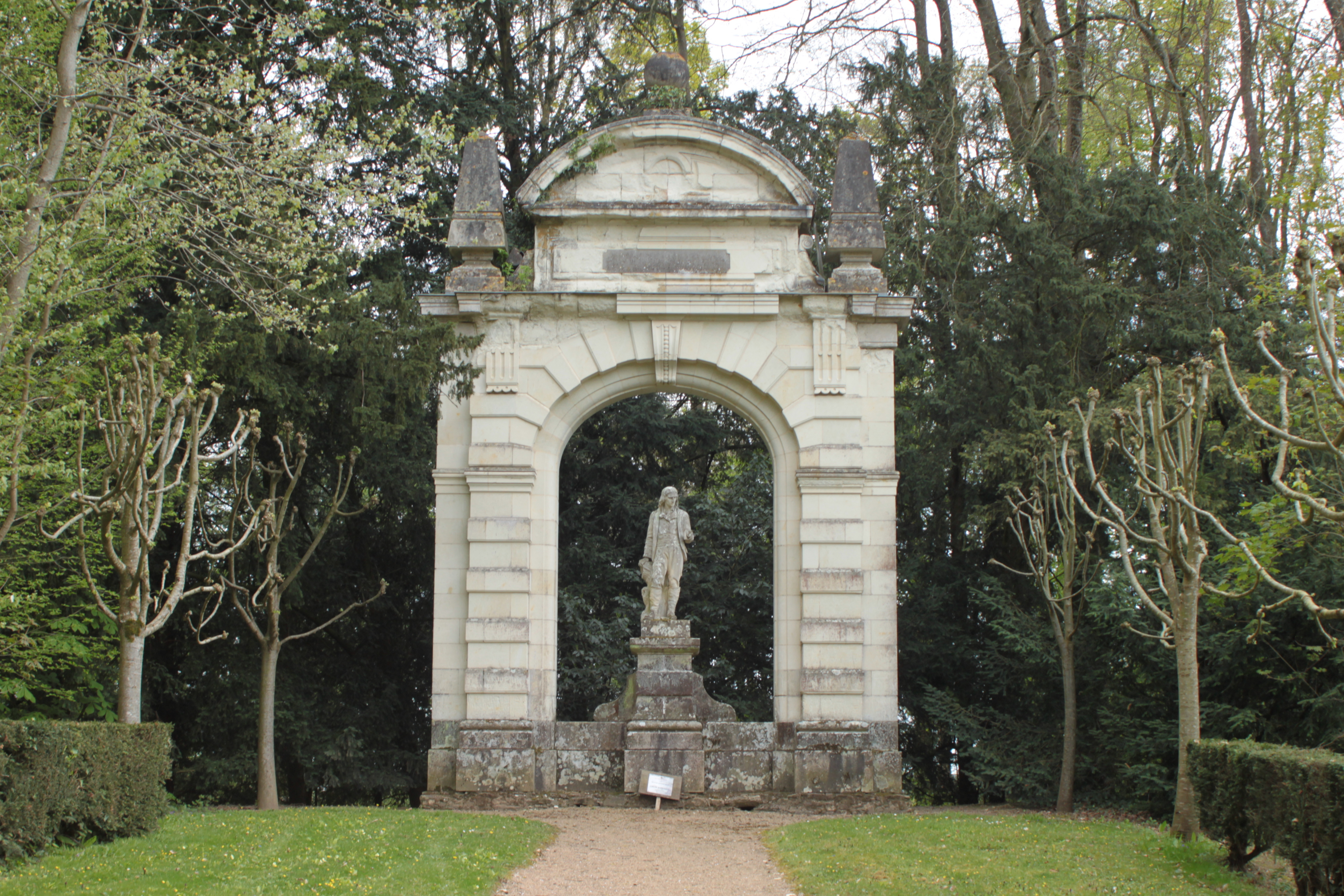
Monument à Jacques Cathelineau.
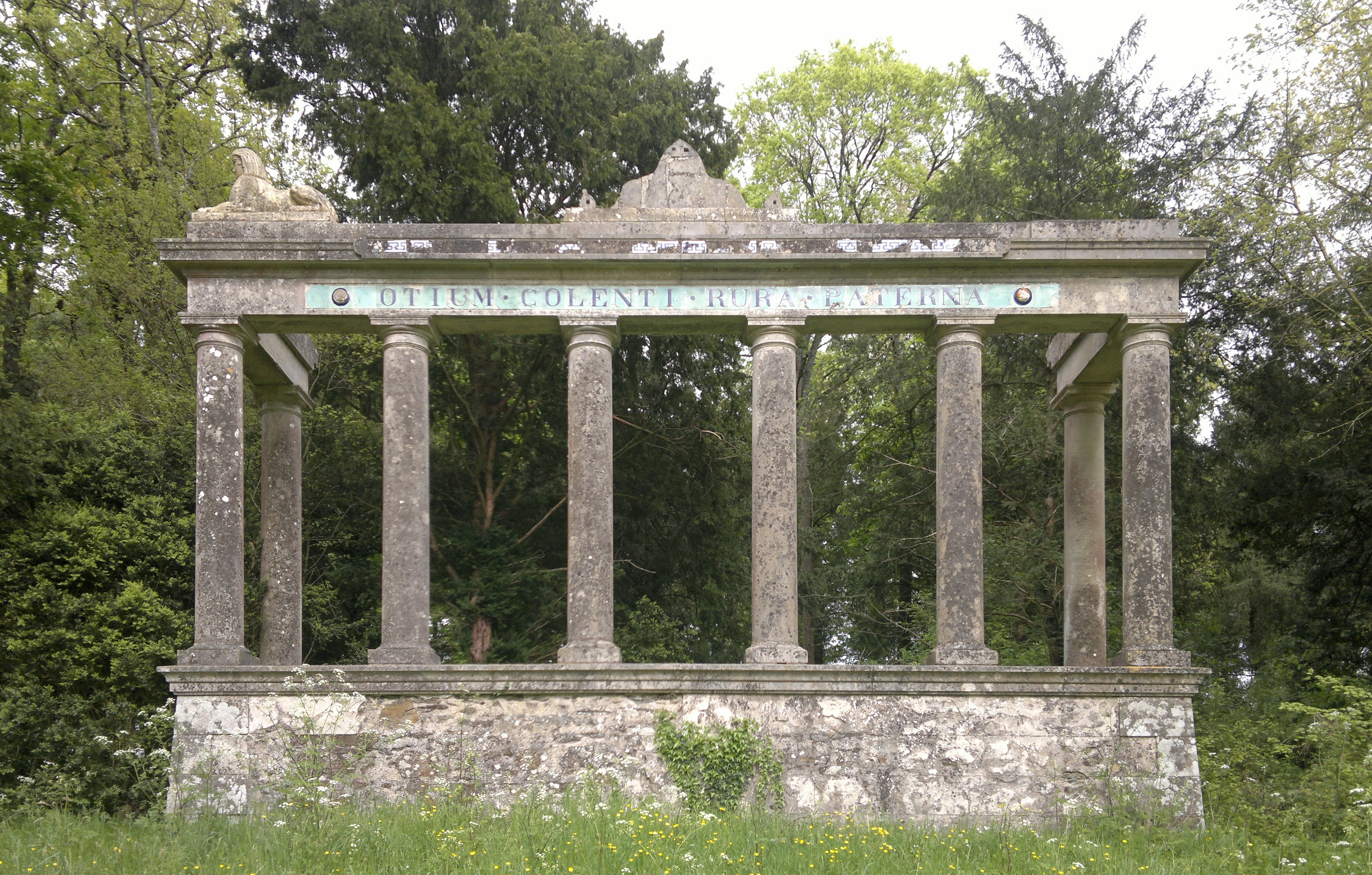
Temple.
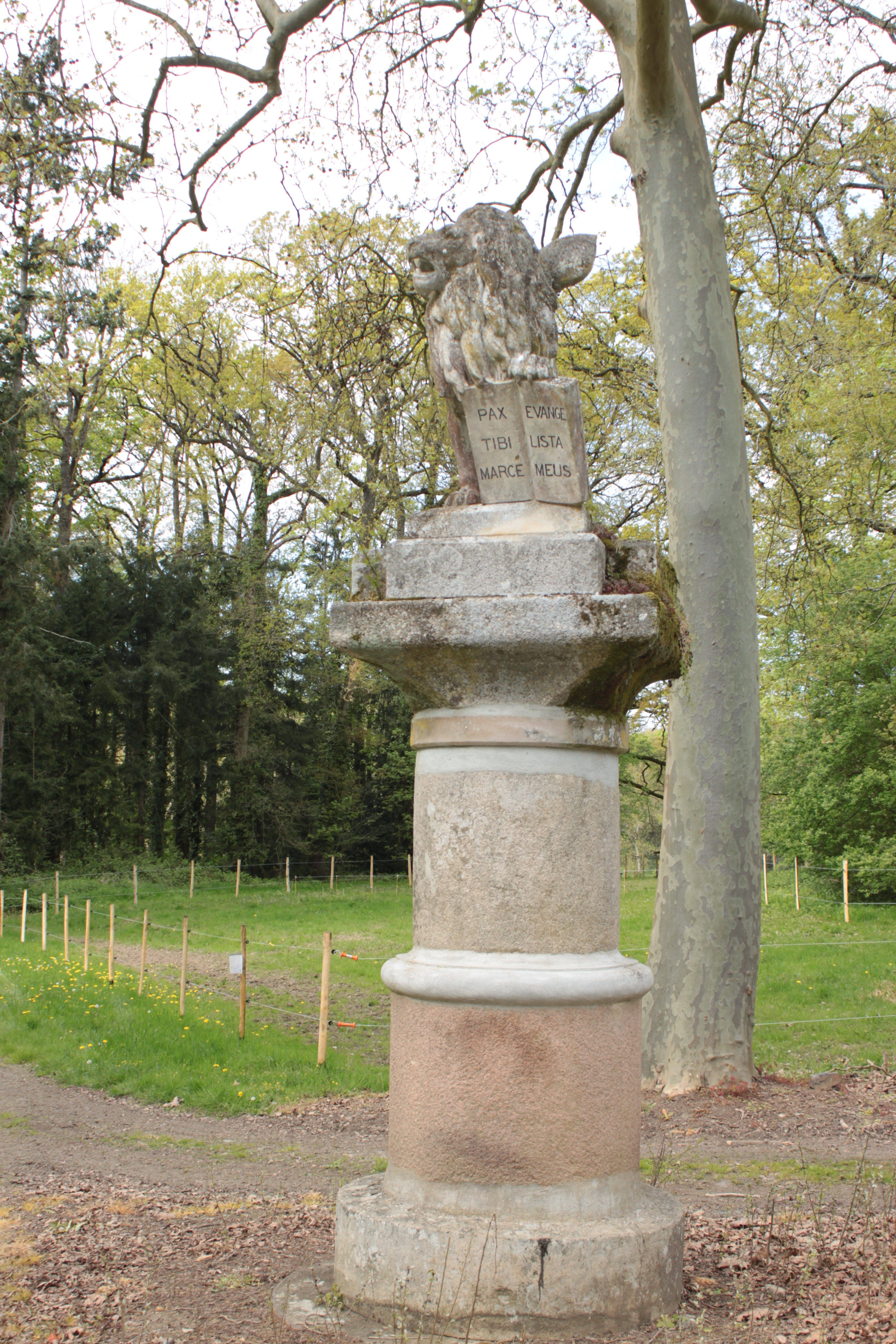
Une colonne du parc.
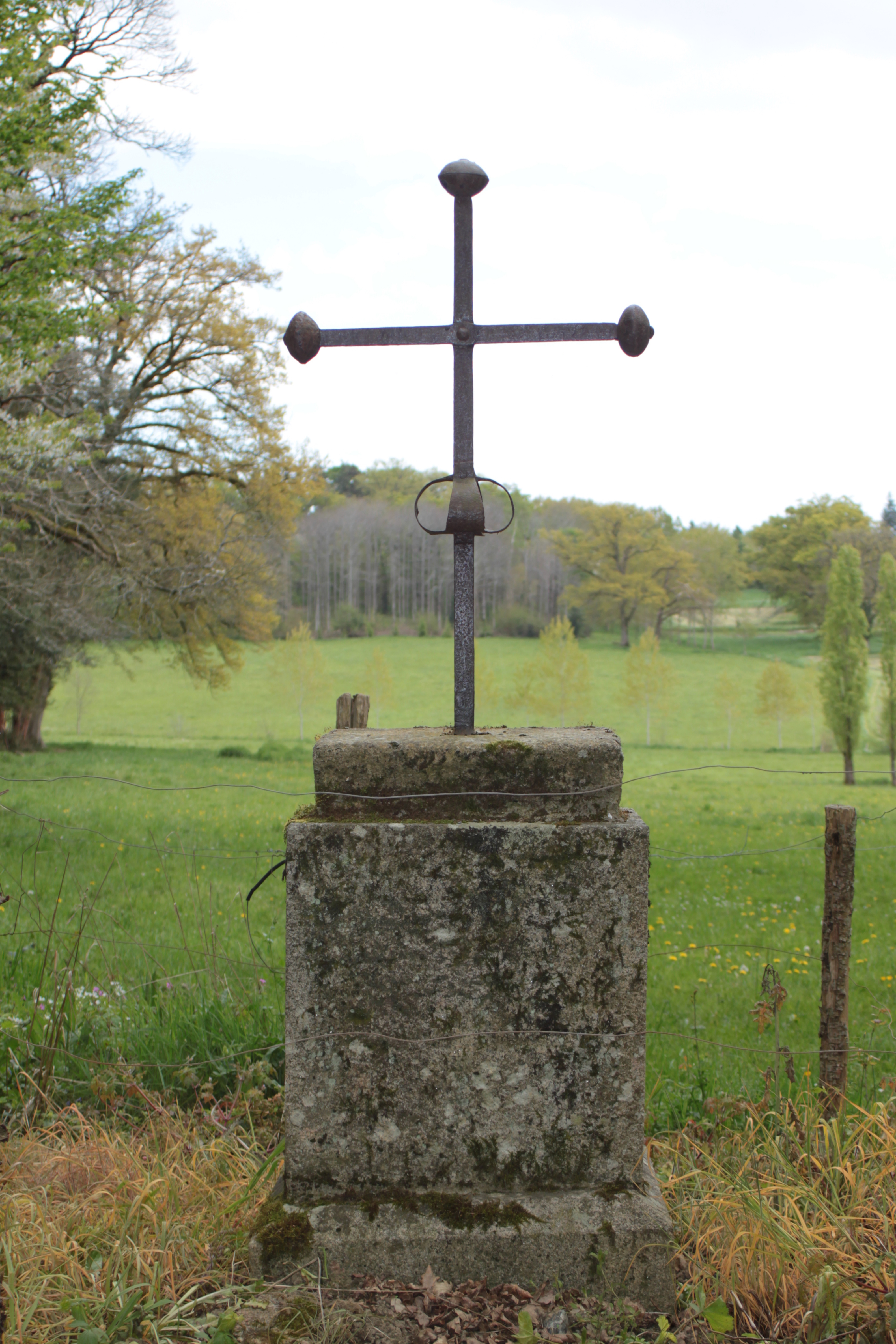
Une croix du parc.
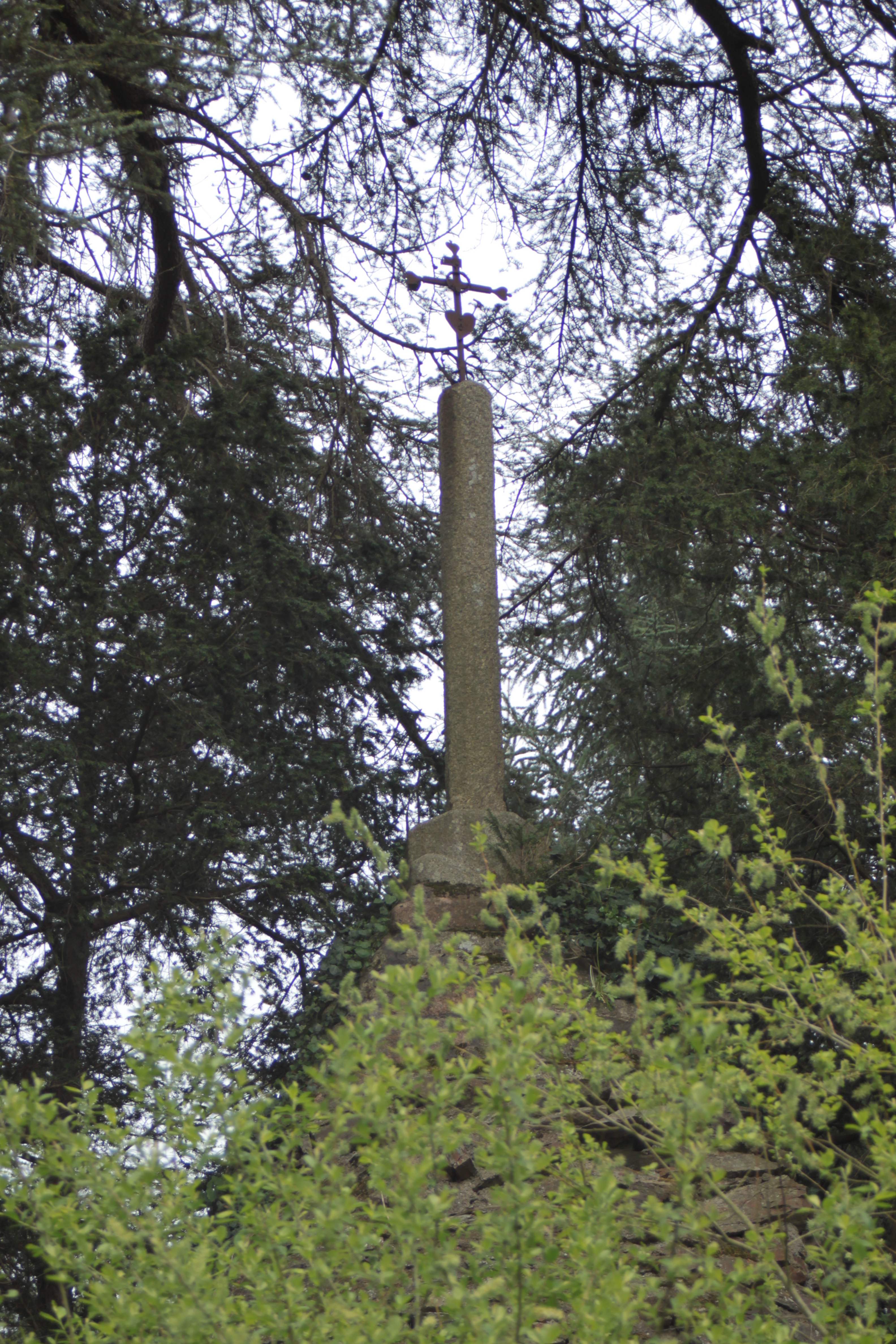
Une croix du parc.
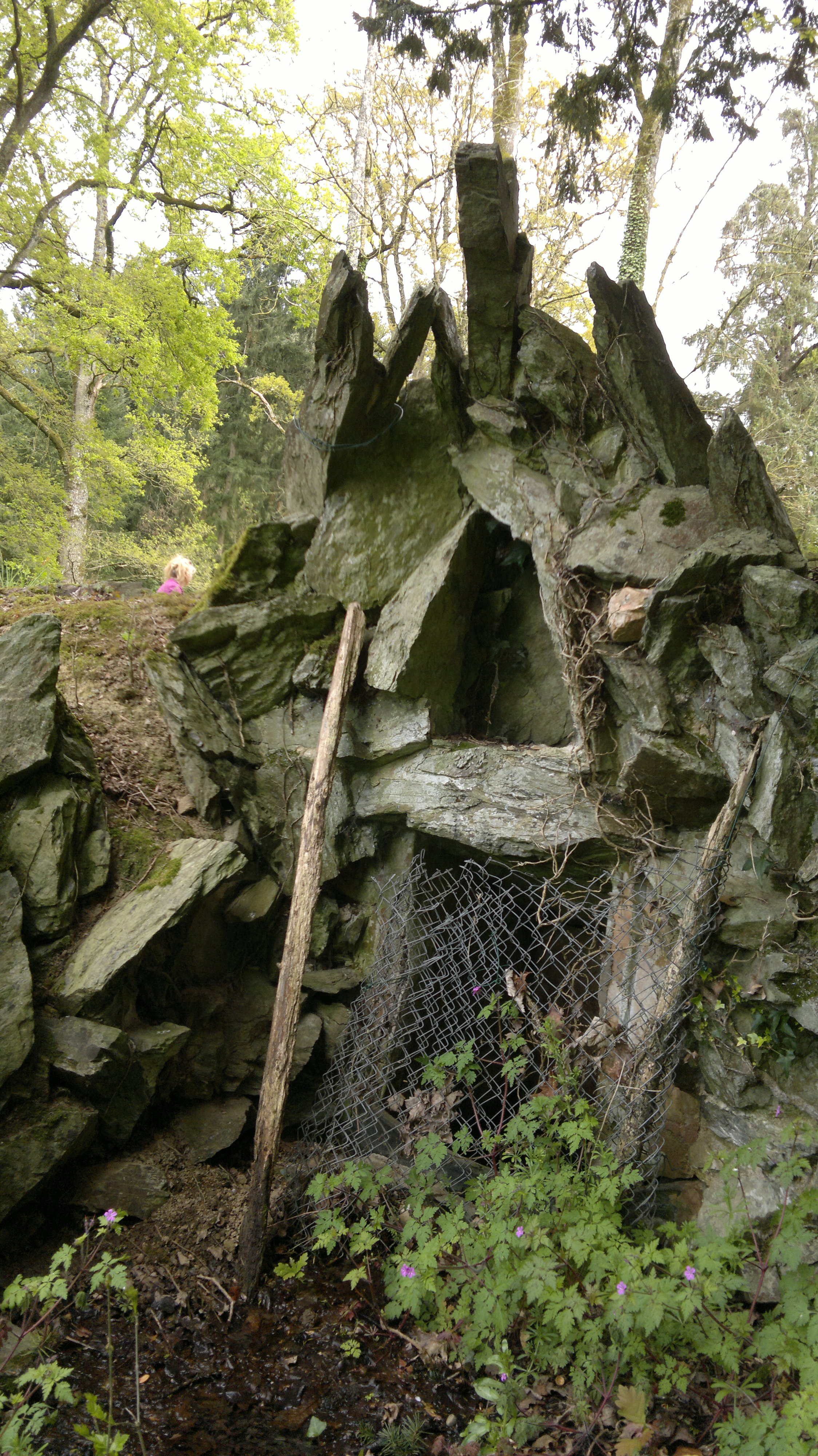
La fontaine.
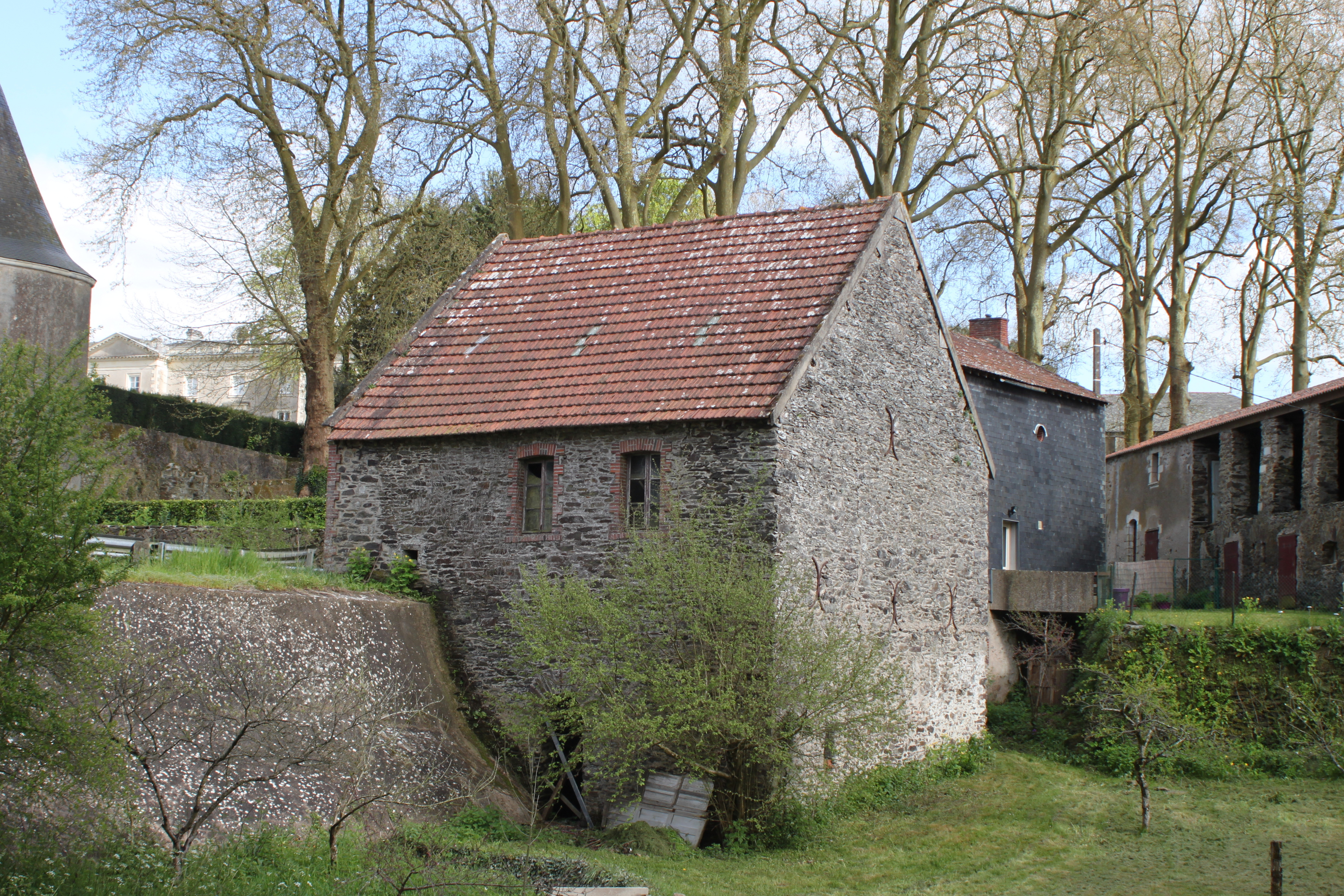
Le moulin sur le Saint-Germain.